# È pericoloso sporgersi (album)
È pericoloso sporgersi è il terzo album del cantautore italiano Mango, pubblicato nel 1982. Da esso venne estratto il singolo È pericoloso sporgersi/Fuori gioco.

## Il disco
L'album si distingue dai precedenti per un sound più tendente all'hard rock e alla new wave, nonché tematiche più delicate come solitudine e suicidio (Punto e a capo, È pericoloso sporgersi), la droga (Fuori gioco), critica a religione e superstizione (Il mago), incoraggiamento nel riscattarsi (Nero e blu, Lascia che tu sia).
Come per i dischi precedenti, il cantautore non riesce ad ottenere il successo sperato, non riuscendo a trovare sufficiente spazio in radio e televisione. Benché il disco sia largamente ignorato, Nero e blu venne riproposta da Mango come apertura dei suoi concerti per diversi anni. Scialpi ne fece una cover, contenuta nell'album Es-tensioni, per il quale Mango scrisse altre due canzoni.

## Tracce
Lato A
1. Nero e blu – 3:15 (testo: P. Mango, A. Mango)
2. Il figlio – 4:37 (testo: P. Mango, A. Mango)
3. È pericoloso sporgersi – 3:58 (testo: P. Mango, A. Mango)
4. Il mago – 3:06 (testo: P. Mango, A. Mango)
5. Che cosa mi hai lasciato – 4:05 (testo: P. Mango, A. Mango)

Lato B
1. Fuori gioco – 4:22 (testo: P. Mango, A. Mango)
2. Punto a capo – 4:22 (testo: P. Mango, A. Mango)
3. Chi sei tu, chi sono io – 5:42 (testo: P. Mango, A. Mango)
4. Lascia che tu sia – 5:04 (testo: P. Mango, A. Mango)

## Formazione
- Mango: voce
- Romano Musumarra: tastiera
- Ernesto Massimo Verardi: chitarra
- Dino D'Autorio: basso
- Flaviano Cuffari: batteria
- Cosimo Fabiano: basso
- Claudio Pascoli: sax

Altri musicisti
Hanno partecipato in:
- Fuori gioco: Nico Di Palo
- Lascia che tu sia: Vladimiro Tosetto
- Chi sei tu chi sono io: Rodolfo Bianchi
- Il mago: Naimi Hackett, Lella Esposito

## Collaboratori
- Ideazione e Produzione artistica: Mango, Armando Mango
- Arrangiamenti: Mango
- Orchestrazione e direzione d'orchestra: Romano Musumarra
- Coordinamento di produzione: Arnaldo Morosi
- Registrazioni effettuate presso gli Studi Vari Recordings Fonit Cetra
- Tecnici del suono: Plinio Chiesa, Giancarlo Jametti, Francesco D'Ambrosio
- Mixage effettuato presso lo Stone Castle Studio
- Tecnico del suono: Ruggero Penazzo
- Assistente: Daniele Falconi